# I Don’t Want to Know

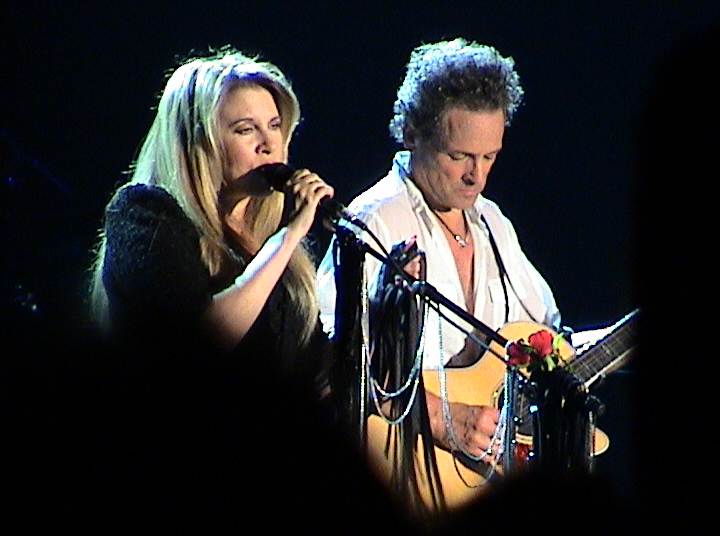
Stevie Nicks und Lindsey Buckingham (2003)

I Don’t Want to Know ist ein Lied, das 1977 von der Rockband Fleetwood Mac auf dem Album Rumours veröffentlicht wurde. Es wurde von Stevie Nicks geschrieben.

## Hintergrund
Stevie Nicks schrieb das Lied lange vor den Aufnahmen zu Rumours, als Lindsey Buckingham und sie noch als Duo Buckingham Nicks auftraten, und bevor sie sich Fleetwood Mac anschlossen. Die anderen Bandmitglieder von Fleetwood Mac beschlossen, das Lied als Ersatz für Silver Spring zu verwenden, das Nicks für Rumours geschrieben hatte, weil sie meinten, dass Silver Springs nicht auf das Album passte.
Die anderen vier Bandmitglieder nahmen den Song ohne Nicks spät in den Rumours-Aufnahmesessions auf. Buckingham war in der Lage, den Leadgesang von Nicks auf dieser Version zu singen und auch die Harmoniegesänge zu übernehmen, da er das Lied aus ihrer Buckingham-Nicks-Zeit kannte. Schlagzeuger Mick Fleetwood teilte Nicks daraufhin mit, dass man sich entschlossen habe, Silver Springs durch I Don’t Want to Know zu ersetzen und wollte, dass sie ihren Gesangspart über den von Buckingham aufgenommenen Song neu aufnimmt. Zunächst war Nicks verärgert und wollte nicht an den Aufnahmen mitwirken, doch schließlich gab sie nach, da sie unglücklich gewesen wäre, nur zweimal als Songwriter auf dem Album zu erscheinen.
Nicks sagte später, sie war froh, dass I Don’t Want to Know verwendet wurde, als Silver Springs ersetzt wurde. Ihr gefiel die Aufnahme, sie mochte den Harmoniegesang mit Buckingham, der an die Everly Brothers erinnerte.
1978 wurde der Song zusammen mit Oh Daddy in Japan als Single veröffentlicht.

## Text und Musik
I Don’t Want to Know ist ein zügiges Country-Rock-Lied, den der Tontechniker Ken Caillat als „3:16 voller Energie“ beschreibt. Die Fleetwood-Mac-Biografin Cath Carroll beschreibt den Anfang des Songs als „unscheinbar“ und „fast schon plump“, dass dies aber den Song kraftvoller und energiegeladener macht, wenn der Hauptteil des Songs einsetzt.
Der Text bietet eine versöhnliche Sicht auf das Ende einer romantischen Beziehung. Obwohl der Song lange vor der Trennung von Nicks und Buckingham geschrieben wurde, passt I Don’t Want to Know in das Muster der Songs auf Rumours, wo die Lieder von Nicks wie Dreams eine versöhnliche Perspektive haben und Buckinghams Songs wie Go Your Own Way und Second Hand News eher bitter sind.
Eine der Zeilen des Songs scheint eine Antwort auf eine Zeile des Lieds Monday Morning zu sein, das Buckingham für das vorherige Fleetwood Mac-Album geschrieben hatte. In Monday Morning sang Buckingham die Zeilen

„I got nothing but love for you

So tell me what you really wanna do

First you love me then you move on down the line.“

„Ich habe nichts als Liebe für dich

Also sag mir, was du wirklich tun willst

Erst liebst du mich, dann gehst du weiter in der Reihe.“

In I Don’t Want to Know greift Nicks das „down the line“ auf:

„I don’t want to know the reasons why

Love keeps right on walking down the line.“

„Ich will die Gründe nicht wissen, warum

Die Liebe immer weiter in der Reihe läuft.“

## Rezeption
John Swenson beschrieb im Rolling Stone I Don’t Want to Know als „reine Post-Buffalo-Springfield-Country-Rock-Formel.“ Der Fleetwood-Mac-Biograf Carroll führt die Stärke des Songs auf die Gesangsharmonien zwischen Nicks und Buckingham und auf Buckinghams „starkes Country-Pop-Gitarrensolo“ zurück. Der Kritiker des Stylus Magazine, Patrick McKay, sieht I Don’t Want to Know als „einen der stärksten Tracks“ auf Rumours. In seinem Buch Killing Yourself to Live: 85% of a True Story lobt Chuck Klosterman Buckinghams akustisches Gitarrenspiel, da man das Quietschen seiner Finger hören kann, wenn sie über die Gitarrensaiten gleiten, wodurch der Anfang des Songs „organisch und roh“ klinge. Der Musikhistoriker Joel Whitburn bezeichnet I Don’t Want to Know als einen unverzichtbaren Song, den man sich auf den iPod laden sollte. Der Autor Joe S. Harrington sieht Six Foot One Liz Phair als „musikalischen und spirituellen Nachfahren“ von I Don’t Want to Know.

## Besetzung
- Stevie Nicks – Gesang, Klatschen
- Lindsey Buckingham – 12-saitige und elektrische Gitarren, Gesang
- Christine McVie – Wurlitzer E-Piano
- Mick Fleetwood – Schlagzeug, Tamburin
- John McVie – Bassgitarre